# Monacos Grand Prix 1959
Monacos Grand Prix 1959 var det första av nio lopp ingående i formel 1-VM 1959.

## Resultat
1. Jack Brabham, Cooper-Climax, 8 poäng
2. Tony Brooks, Ferrari, 6
3. Maurice Trintignant, R R C Walker (Cooper-Climax), 4
4. Phil Hill, Ferrari, 3
5. Bruce McLaren, Cooper-Climax, 2
6. Roy Salvadori, High Efficiency Motors (Cooper-Maserati)

### Förare som bröt loppet
- Stirling Moss, R R C Walker (Cooper-Climax) (varv 81, transmission)
- Ron Flockhart, BRM (64, snurrade av)
- Harry Schell, BRM (48, olycka)
- Joakim Bonnier, BRM (44, bromsar)
- Jean Behra, Ferrari (24, motor)
- Graham Hill, Lotus-Climax (21, brand)
- Masten Gregory, Cooper-Climax (6, växellåda)
- Wolfgang von Trips, Porsche (1, kollision)
- Cliff Allison, Ferrari (1, kollision)
- Bruce Halford, John Fisher (Lotus-Climax) (1, kollision)

### Förare som ej kvalificerade sig
- Ivor Bueb, BRP (Cooper-Climax)
- Giorgio Scarlatti, Scuderia Ugolini (Maserati)
- Alain de Changy, ENB (Cooper-Climax)
- Lucien Bianchi, ENB (Cooper-Climax)
- Maria Teresa de Filippis, Porsche (Behra-Porsche-Porsche)
- Pete Lovely, Lotus-Climax
- Jean Lucienbonnet, Jean Lucienbonnet (Cooper-Climax)
- André Testut, Monte Carlo Auto Sport (Maserati)